# Ruder-Weltmeisterschaften 2009

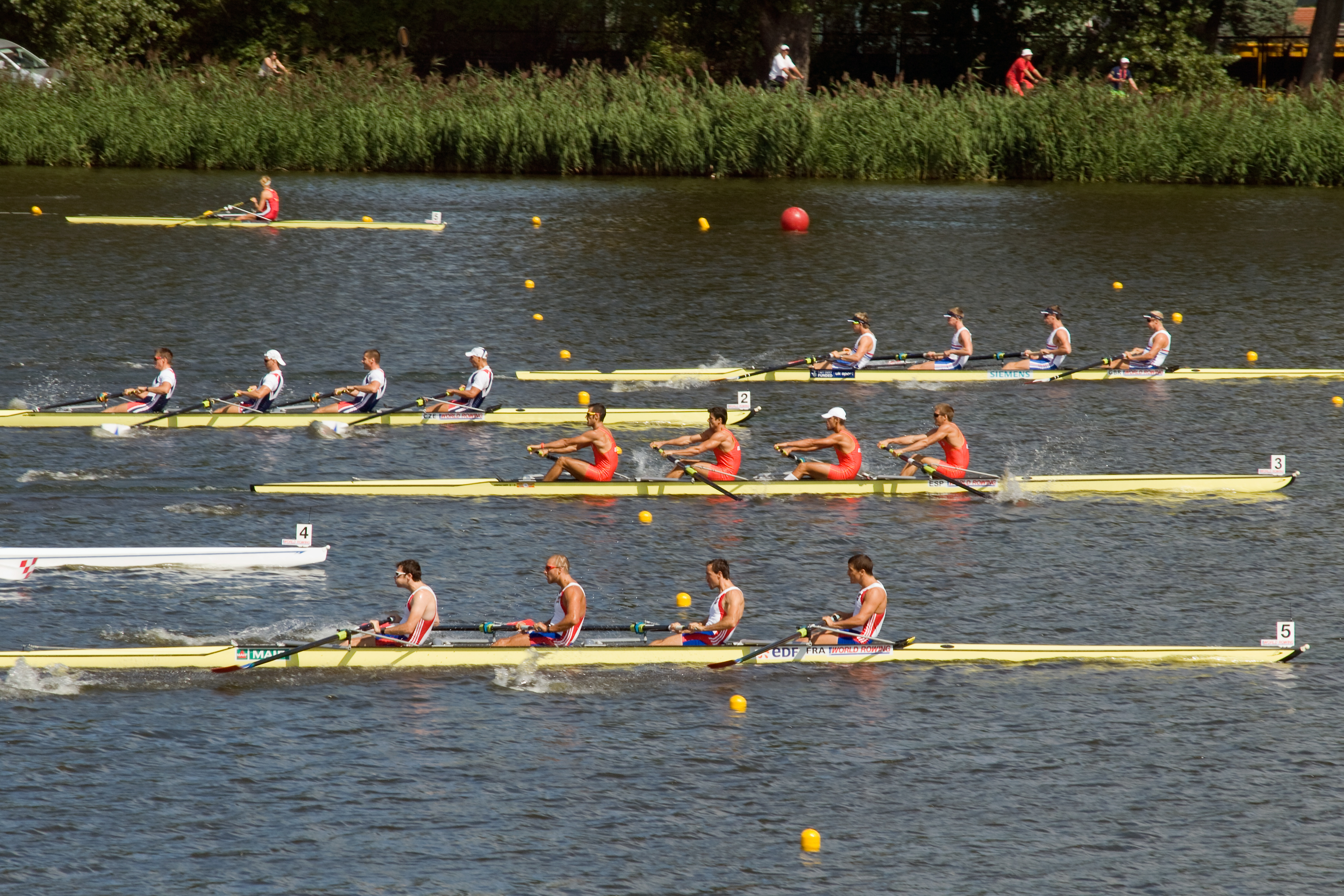
Zweiter Vorlauf im Vierer ohne Steuermann

Die Ruder-Weltmeisterschaften 2009 fanden vom 23. bis 30. August 2009 auf dem Maltasee in Posen in Polen statt. Es wurden 338 Boote mit 945 Athleten aus 53 Nationen gemeldet.

## Ergebnisse

### Männer
| Bootsklasse                                  | Gold | Gold    | Silber | Silber  | Bronze | Bronze  |
| -------------------------------------------- | --- | ------- | --- | ------- | --- | ------- |
| Einer (M1x)                                  | Neuseeland Mahé Drysdale | 6:33,35 | Vereinigtes Königreich Alan Campbell | 6:34,30 | Tschechien Ondřej Synek | 6:38,53 |
| Doppelzweier (M2x)                           | Deutschland Eric Knittel Stephan Krüger | 6:07,02 | Frankreich Julien Bahain Cédric Berrest | 6:07,82 | Estland Allar Raja Kaspar Taimsoo | 6:07,86 |
| Doppelvierer (M4x)                           | Polen Konrad Wasielewski Marek Kolbowicz Michał Jeliński Adam Korol                                                                                    | 5:38,33 | Australien Nick Hudson Jared Bidwell David Crawshay Daniel Noonan                                                                                      | 5:39,66 | Deutschland Tim Grohmann Karsten Brodowski Marcel Hacker Tim Bartels | 5:39,85 |
| Zweier mit Steuermann (M2+)                  | Vereinigte Staaten Troy Kepper Henrik Rummel Marcus McElhenney (Stm.)                                                                                  | 6:53,58 | Tschechien Jakub Makovička Václav Chalupa Oldřich Hejdušek (Stm.)                                                                                      | 6:54,58 | Deutschland Philipp Naruhn Florian Eichner Tim Berent (Stm.) | 6:55,44 |
| Zweier ohne Steuermann (M2-)                 | Neuseeland Eric Murray Hamish Bond | 6:15,93 | Vereinigtes Königreich Peter Reed Andrew Triggs Hodge                                                                                                  | 6:17,45 | Griechenland Nikolaos Gountoulas Apostolos Gountoulas | 6:23,01 |
| Vierer ohne Steuermann (M4-)                 | Vereinigtes Königreich Alex Partridge Richard Egington Alex Gregory Matt Langridge                                                                     | 5:47,28 | Australien Matthew Ryan James Marburg Cameron McKenzie-McHarg Francis Hegerty                                                                          | 5:49,20 | Slowenien Tomaž Pirih Rok Rozman Rok Kolander Miha Pirih | 5:51,11 |
| Achter (M8+)                                 | Deutschland Urs Käufer Gregor Hauffe Florian Mennigen Kristof Wilke Richard Schmidt Filip Adamski Toni Seifert Sebastian Schmidt Martin Sauer (Stm.)   | 5:24,13 | Kanada Steven Vanknotsenburg Gabriel Bergen Robert Gibson Douglas Csima Malcolm Howard Andrew Byrnes James Dunaway Derek O’Farrell Mark Laidlaw (Stm.) | 5:27,15 | Niederlande Meindert Klem Robert Lücken David Kuiper Jozef Klaassen Olivier Siegelaar Mitchel Steenman Olaf van Andel Diederik Simon Peter Wiersum (Stm.)                          | 5:28,32 |
| Leichtgewichts-Einer (LM1x)                  | Neuseeland Duncan Grant | 6:50,78 | Griechenland Vasileios Polymeros | 6:52,33 | Dänemark Mads Rasmussen | 6:56,25 |
| Leichtgewichts-Doppelzweier (LM2x)           | Neuseeland Storm Uru Peter Taylor | 6:10,62 | Frankreich Jérémie Azou Frédéric Dufour | 6:12,57 | Italien Marcello Miani Elia Luini | 6:15,08 |
| Leichtgewichts-Doppelvierer (LM4x)           | Italien Franco Sancassani Daniele Gilardoni Lorenzo Bertini Stefano Basalini                                                                           | 5:47,50 | Deutschland Knud Lange Lars Wichert Felix Övermann Michael Wieler                                                                                      | 5:49,89 | Dänemark Hans Christian Sørensen Christian Nielsen Rasmus Quist Andreas Rambøl | 5:51,67 |
| Leichtgewichts-Zweier ohne Steuermann (LM2-) | Frankreich Fabien Tilliet Jean-Christophe Bette | 6:29,63 | Italien Andrea Caianiello Armando Dell’Aquila | 6:31,40 | Serbien Nenad Babović Miloš Tomić | 6:31,58 |
| Leichtgewichts-Vierer ohne Steuermann (LM4-) | Deutschland Matthias Schömann-Finck Jost Schömann-Finck Jochen Kühner Martin Kühner                                                                    | 5:50,77 | Dänemark Christian Pedersen Jens Vilhelmsen Kasper Winther Morten Jørgensen                                                                            | 5:51,02 | Polen Łukasz Pawłowski Łukasz Siemion Miłosz Bernatajtys Paweł Rańda | 5:52,70 |
| Leichtgewichts-Achter (LM8+)                 | Italien Luigi Scala Davide Riccardi Livio La Padula Martino Goretti Emiliano Ceccatelli Gennaro Gallo Jiri Vlcek Bruno Mascarenhas Andrea Lenzi (Stm.) | 5:33,92 | Vereinigte Staaten John Dise Kenneth McMahon Ryan Fox Andrew Diebold Anthony Fahden Matthew Muffelman James Sopko Matthew Kochem Kerry Quinn (Stm.)    | 5:37,15 | Niederlande Thom van den Anker Diederick van den Bouwhuijsen Maarten Tromp Jolmer van der Sluis Stijn Verwey Rutger Bruil Dion van Schie Joeri Bruschinski Ryan den Drijver (Stm.) | 5:39,69 |

### Frauen
| Bootsklasse                        | Gold | Gold    | Silber | Silber  | Bronze | Bronze  |
| ---------------------------------- | --- | ------- | --- | ------- | --- | ------- |
| Einer (W1x)                        | Belarus Kazjaryna Karsten-Chadatowitsch | 7:11,78 | Vereinigtes Königreich Katherine Grainger | 7:13,57 | Tschechien Mirka Knapková | 7:16,22 |
| Doppelzweier (W2x)                 | Polen Magdalena Fularczyk Julia Michalska | 6:47,18 | Vereinigtes Königreich Anna Watkins Annabel Vernon | 6:48,82 | Bulgarien Rumjana Nejkowa Miglena Markowa | 6:50,16 |
| Doppelvierer (W4x)                 | Ukraine Switlana Spirjuchowa Tetjana Kolesnikowa Anastassija Koschenkowa Jana Dementjewa                                                                            | 6:18,41 | Vereinigte Staaten Megan Walsh Stesha Carle Sarah Trowbridge Kathleen Bertko                                                                                   | 6:21,54 | Deutschland Annekatrin Thiele Peggy Waleska Stephanie Schiller Christiane Huth                                                                                   | 6:24,27 |
| Zweier ohne Steuerfrau (W2-)       | Vereinigte Staaten Zsuzsanna Francia Erin Cafaro | 7:06,28 | Rumänien Camelia Lupașcu Nicoleta Albu | 7:06,64 | Neuseeland Emma-Jane Feathery Rebecca Scown | 7:06,94 |
| Vierer ohne Steuerfrau (W4-)       | Niederlande Chantal Achterberg Nienke Kingma Carline Bouw Femke Dekker                                                                                              | 6:31,34 | Vereinigte Staaten Amanda Polk Jamie Redman Eleanor Logan Esther Lofgren                                                                                       | 6:36,01 | Kanada Sarah Waterfield Sandra Kisil Jennifer Tuters Emma Darling                                                                                                | 6:36,87 |
| Achter (W8+)                       | Vereinigte Staaten Erin Cafaro Mara Allen Laura Larsen-Strecker Zsuzsanna Francia Anna Goodale Lindsay Shoop Caroline Lind Katherine Glessner Katelin Snyder (Stf.) | 6:05,34 | Rumänien Roxana Cogianu Ionelia Zaharia Maria Bursuc Ioana Crăciun Adelina Cojocariu Nicoleta Albu Camelia Lupașcu Enikő Mironcic Talida-Teodora Gîdoiu (Stf.) | 6:06,94 | Niederlande Nienke Groen Claudia Belderbos Jacobine Veenhoven Sytske de Groot Chantal Achterberg Nienke Kingma Carline Bouw Femke Dekker Anne Schellekens (Stf.) | 6:07,43 |
| Leichtgewichts-Einer (LW1x)        | Schweiz Pamela Weisshaupt | 7:36,23 | Italien Laura Milani | 7:37,18 | Dänemark Juliane Rasmussen | 7:37,42 |
| Leichtgewichts-Doppelzweier (LW2x) | Griechenland Christina Giazitzidou Alexandra Tsiavou | 6:51,46 | Polen Magdalena Kemnitz Agnieszka Renc | 6:56,65 | Vereinigtes Königreich Hester Goodsell Sophie Hosking | 6:56,67 |
| Leichtgewichts-Doppelvierer (LW4x) | Deutschland Lena Müller Helke Nieschlag Laura Tibitanzl Julia Kröger                                                                                                | 6:32,91 | Vereinigtes Königreich Stephanie Cullen Laura Greenhalgh Andrea Dennis Jane Hall                                                                               | 6:35,42 | Vereinigte Staaten Hillary Saeger Lindsey Hochman Stefanie Sydlik Abelyn Broughton                                                                               | 6:36,88 |

### Pararudern
Die Rennen der Para-Klassen wurden über 1000 Meter ausgetragen. Gestartet wurde an der regulären Startanlage, das Ziel war die 1000-Meter-Markierung. Erstmals in der Geschichte der Ruder-Weltmeisterschaften wurde auch ein Rennen für geistig behinderte Sportlerinnen und Sportler (LTAIDMix4+) ausgetragen.
| Bootsklasse                                     | Gold                                                                                           | Gold    | Silber                                                                                                   | Silber  | Bronze                                                                                   | Bronze  |
| ----------------------------------------------- | ---------------------------------------------------------------------------------------------- | ------- | --- | ------- | ---------------------------------------------------------------------------------------- | ------- |
| AS-Männer-Einer (ASM1x)                         | Vereinigtes Königreich Tom Aggar                                                               | 4:51,48 | Ukraine Andrij Krywtschun                                                                                | 5:07,37 | Australien Benjamin Houlison                                                             | 5:12,11 |
| AS-Frauen-Einer (ASW1x)                         | Ukraine Alla Lyssenko                                                                          | 5:25,17 | Frankreich Nathalie Benoit                                                                               | 5:29,95 | Belarus Ljudmila Wautschok                                                               | 5:34,45 |
| TA-Mixed-Doppelzweier (TAMix2x)                 | Ukraine Dmytro Iwanow Iryna Kyrytschenko                                                       | 4:03,96 | Brasilien Elton Santana Josiane Lima                                                                     | 4:04,80 | Polen Jolanta Pawlak Piotr Majka                                                         | 4:05,28 |
| LTA-ID-Mixed-Vierer mit Steuermann (LTAIDMix4+) | Hongkong Lam King Shan Pui Man Chu Tung Chun Szeto Kwok Man Tsui Ying Chun Chu (Stm.)          | 3:55,70 | Italien Giorgia Indelicato Carlo Dal Verme Francesco Borsani Elisabetta Tieghi Mahila Di Battista (Stm.) | 4:31,66 | nur zwei Mannschaften angetreten                                                         |         |
| LTA-Mixed-Vierer mit Steuermann (LTAMix4+)      | Vereinigtes Königreich Vicki Hansford James Roe David Smith Naomi Riches Rhiannon Jones (Stm.) | 3:25,33 | Italien Paola Protopapa Luca Agoletto Andrea Bozzato Graziana Saccocci Alessandro Franzetti (Stm.)       | 3:28,44 | Deutschland Marcus Klemp Martin Lossau Susanne Lackner Anke Molkenthin Arne Maury (Stm.) | 3:28,90 |

## Medaillenspiegel

### Männer und Frauen
| Platz | Land                   | Gold | Silber | Bronze | Gesamt |
| ----- | ---------------------- | ---- | ------ | ------ | ------ |
| 1     | Deutschland            | 4    | 1      | 3      | 8      |
| 2     | Neuseeland             | 4    |        | 1      | 5      |
| 3     | Vereinigte Staaten     | 3    | 3      | 1      | 7      |
| 4     | Italien                | 2    | 2      | 1      | 5      |
| 5     | Polen                  | 2    | 1      | 1      | 4      |
| 6     | Vereinigtes Königreich | 1    | 5      | 1      | 7      |
| 7     | Frankreich             | 1    | 2      |        | 3      |
| 8     | Griechenland           | 1    | 1      | 1      | 3      |
| 9     | Niederlande            | 1    |        | 3      | 4      |
| 10    | Belarus                | 1    |        |        | 1      |
| 10    | Ukraine                | 1    |        |        | 1      |
| 10    | Schweiz                | 1    |        |        | 1      |
| 11    | Australien             |      | 2      |        | 2      |
| 11    | Rumänien               |      | 2      |        | 2      |
| 12    | Dänemark               |      | 1      | 3      | 4      |
| 13    | Tschechien             |      | 1      | 2      | 3      |
| 14    | Kanada                 |      | 1      | 1      | 2      |
| 15    | Bulgarien              |      |        | 1      | 1      |
| 15    | Estland                |      |        | 1      | 1      |
| 15    | Serbien                |      |        | 1      | 1      |
| 15    | Slowenien              |      |        | 1      | 1      |
| Summe | Summe                  | 22   | 22     | 22     | 66     |

### Pararudern
| Platz | Land                   | Gold | Silber | Bronze | Gesamt |
| ----- | ---------------------- | ---- | ------ | ------ | ------ |
| 1     | Ukraine                | 2    | 1      |        | 3      |
| 2     | Vereinigtes Königreich | 2    |        |        | 2      |
| 3     | Hongkong               | 1    |        |        | 1      |
| 4     | Italien                |      | 2      |        | 2      |
| 5     | Brasilien              |      | 1      |        | 1      |
| 5     | Frankreich             |      | 1      |        | 1      |
| 6     | Australien             |      |        | 1      | 1      |
| 6     | Belarus                |      |        | 1      | 1      |
| 6     | Deutschland            |      |        | 1      | 1      |
| 6     | Polen                  |      |        | 1      | 1      |
| Summe | Summe                  | 5    | 5      | 4      | 14     |